# Feskekôrka
El Feskekôrka (que en sueco quiere decir: «Iglesia del Pescado») es un mercado de pescado cubierto en Gotemburgo, Suecia, que debe su nombre a la semejanza del edificio con una iglesia gótica. Se inauguró el 1 de noviembre de 1874, y fue diseñado por el arquitecto municipal Victor von Gegerfelt. Feskekôrka es un institución en Gotemburgo, así como un imán para los turistas, que alberga uno de los oficios más antiguos de la ciudad, la pesca. Además de un mercado de pescado, también hay un restaurante de pescado y mariscos en el edificio.